# استارز اند استرایپس (روزنامه)
استارز اند استرایپس (انگلیسی: Stars and Stripes) روزنامهٔ نظامی آمریکایی روزانه است که در مورد مسائل مربوط به اعضای نیروهای مسلح ایالات متحده آمریکا و جوامع آن‌ها، با تأکید بر کسانی که در خارج از ایالات متحده خدمت می‌کنند، گزارش می‌دهد. این روزنامه از درون وزارت دفاع فعالیت می‌کند، اما از نظر سرمقاله جدا از آن است، و حفاظت از متمم اول آن توسط کنگره ایالات متحده آمریکا حفظ می‌شود. استارز اند استرایپس علاوه بر وبگاه، چهار نسخه چاپی روزانه را برای اعضای ارتش ایالات متحده که در خارج از کشور خدمت می‌کنند، منتشر می‌کند. نسخه‌های اروپایی، خاورمیانه، ژاپنی و کره جنوبی نیز به صورت دانلود رایگان در قالب الکترونیکی در دسترس هستند و همچنین هفت نسخه دیجیتالی وجود دارد. دفتر مرکزی این روزنامه در واشینگتن، دی.سی. است.